# Фракция «Единой России» в Государственной думе V созыва

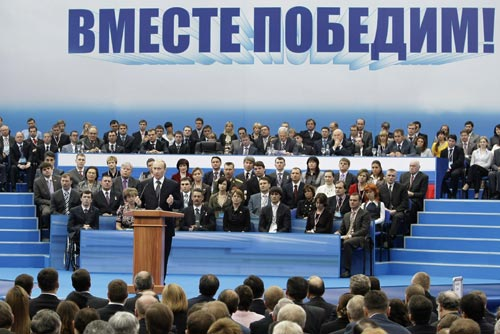
Выступление Владимира Путина на заседании IX съезда партии. 15 апреля 2008 г.

Фракция «Единой России» в Государственной думе пятого созыва — депутатское объединение партии «Единая Россия» в Госдуме пятого созыва (с 2007).
На выборах в Госдуму 2 декабря 2007 года «Единая Россия» набрала 64,3 % голосов избирателей (более 44,7 млн голосов), получив 315 депутатских мандатов из 450 и сохранив конституционное большинство. «Единая Россия» намного опередила своих соперников: КПРФ получила 57 мандатов, ЛДПР — 40, «Справедливая Россия» — 38. Ранее на съезде партии в октябре 2007 года «Единая Россия» отказалась от формирования первой тройки в федеральном списке, утвердив вместо этого во главе списка президента Владимира Путина, который дал согласие.
На первом организационном заседании фракции её руководителем был избран Борис Грызлов. В связи с многочисленностью фракции в её составе были созданы четыре группы (группа Пехтина, группа Рязанского, группа Чилингарова, группа Яковлевой). Представители фракции занимают руководящие посты в ключевых комитетах Думы.

## Список депутатов
1. Абрамов, Виктор Семёнович
2. Амирилаев, Адам Баширович
3. Аникеев, Григорий Викторович
4. Антонов Виктор Васильевич
5. Антонов, Роман Валерьевич
6. Антуфьев, Сергей Владимирович — выбыл в 2008 г. в связи с назначением губернатором Смоленской области
  1. Гладилин, Валерий Павлович (мандат перешел в январе 2008 года)
7. Аршба, Отари Ионович
8. Асеев, Владимир Михайлович
9. Ахметов, Спартак Галеевич
10. Бабич, Михаил Викторович
11. Балыхин, Григорий Артёмович
12. Банщиков, Михаил Константинович
13. Баринов, Игорь Вячеславович
14. Баскаев, Аркадий Георгиевич
15. Беднов, Александр Викторович
16. Белова, Ирина Олеговна
17. Белоконев, Сергей Юрьевич
18. Берестов, Александр Павлович
19. Бобырев, Валентин Васильевич
20. Богомолов, Валерий Николаевич
21. Богомольный, Евгений Исаакович
22. Богуславский, Ирек Борисович
23. Борзова, Ольга Георгиевна
24. Борисовец, Юрий Львович
25. Борцов, Николай Иванович
26. Бочаров, Андрей Иванович
27. Бударин, Николай Михайлович
28. Бурносов, Александр Леонидович
29. Бурыкина, Наталья Викторовна
30. Валенчук, Олег Дорианович
31. Варшавский, Вадим Евгеньевич
32. Васильев, Владимир Абдуалиевич
33. Васильев, Юрий Викторович
34. Вахаев, Хож-Магомед Хумайдович
35. Водолацкий, Виктор Петрович
36. Войтенко, Виктор Петрович
37. Волков, Алексей Николаевич
38. Волков, Юрий Николаевич
39. Володин, Вячеслав Викторович
40. Воробьёв, Андрей Юрьевич
41. Воронова, Татьяна Геннадьевна
42. Востротин, Валерий Александрович
43. Вяткин, Дмитрий Фёдорович
44. Габдрахманов, Ильдар Нуруллович
45. Гаджиев, Магомед Тажудинович
46. Гайнуллина, Фарида Исмагиловна
47. Гальцова, Ольга Дмитриевна
48. Гальченко, Валерий Владимирович
49. Гасанов, Магомедкади Набиевич
50. Герасименко, Николай Фёдорович
51. Герасимова, Надежда Васильевна
52. Гильмутдинов, Ильдар Ирекович
53. Гималетдинов, Ильдар Мансурович
54. Гималов, Рафаэль Имамович
55. Говорухин, Станислав Сергеевич
56. Голиков, Георгий Георгиевич
57. Головнёв, Владимир Александрович
58. Голушко, Андрей Иванович
59. Гольдштейн, Ростислав Эрнстович
60. Гончар, Николай Николаевич
61. Горбачёв, Владимир Лукич
62. Гребёнкин, Олег Анатольевич
63. Гридин, Владимир Григорьевич
64. Гришанков, Михаил Игнатьевич
65. Груздев, Владимир Сергеевич
66. Грызлов, Борис Вячеславович
67. Губайдуллин, Ринат Шайхуллович
68. Губкин, Анатолий Алексеевич
69. Гужвин, Пётр Анатольевич
70. Гуров, Александр Иванович
71. Дедов, Виктор Михайлович
72. Делимханов, Адам Султанович
73. Демченко, Иван Иванович
74. Денисов, Валентин Петрович
75. Драганов, Валерий Гаврилович
76. Друсинов, Валентин Дмитриевич
77. Дубровин, Вячеслав Анатольевич
78. Дюдяев, Геннадий Тимофеевич
79. Егоров, Сергей Николаевич
80. Езубов, Алексей Петрович
81. Ермакова, Наталья Афанасьевна
82. Железняк, Сергей Владимирович
83. Жолобов, Олег Владимирович
84. Журова, Светлана Сергеевна
85. Заварзин, Виктор Михайлович
86. Завгаев, Ахмар Гапурович
87. Загидуллов, Марат Фаридович
88. Зайцев, Константин Борисович
89. Залиханов, Михаил Чоккаевич
90. Затулин, Константин Фёдорович
91. Захарова, Светлана Юрьевна
92. Захарьящев, Василий Иванович
93. Звагельский, Виктор Фридрихович
94. Зеленский, Юрий Борисович
  1. Архипов, Игорь Витальевич
95. Зиновьев, Василий Васильевич (политик)
96. Зубарев, Виктор Владиславович
97. Зубицкий, Борис Давыдович
98. Зырянов, Павел Александрович
99. Иванов, Анатолий Семёнович
100. Иванов, Михаил Петрович
101. Ивлиев, Григорий Петрович
102. Игнатова, Марина Валерьевна
103. Игошин, Игорь Николаевич
104. Изотова, Галина Сергеевна
105. Исаев, Андрей Константинович
106. Исаев, Ризвангаджи Абдулаевич
107. Исаев, Эрнст Фаритович
108. Исаев, Юрий Олегович
109. Исаков, Игорь Анатольевич
110. Искужин, Рамиль Кабирович
111. Иткулов, Салават Гильмишарифович
112. Ишмуратова, Светлана Ирековна
113. Ищенко, Александр Николаевич
114. Кабаева, Алина Маратовна
115. Кабанова, Валентина Викторовна
116. Казаков, Виктор Алексеевич
117. Камалов, Хамит Искарович
118. Капков, Сергей Александрович
119. Карабасов, Юрий Сергеевич
120. Карелин, Александр Александрович
121. Карелова, Галина Николаевна
122. Кармазина, Раиса Васильевна
123. Карпович, Наталья Николаевна
124. Кауфман, Юрий Алексеевич
125. Квитка, Иван Иванович
126. Кидяев, Виктор Борисович
127. Киекбаев, Мурат Джелилович
128. Клименко, Владимир Витальевич
129. Климов, Андрей Аркадьевич
130. Клинцевич, Франц Адамович
131. Клюкин, Александр Николаевич
132. Кнорр, Андрей Филиппович
133. Кобзон, Иосиф Давыдович
134. Ковалёв, Николай Дмитриевич
135. Коган, Александр Борисович
136. Козерадский, Анатолий Александрович
137. Козловский, Александр Александрович
138. Кокошин, Андрей Афанасьевич
139. Колесников, Владимир Ильич
140. Колесников, Сергей Иванович
141. Комаров, Фоат Фагимович
142. Комарова, Наталья Владимировна
  1. Казарин, Виктор Николаевич (мандат перешел в апреле 2010 года)
143. Комиссаров, Валерий Яковлевич
144. Кондакова, Елена Владимировна
145. Кондратов, Руслан Викторович
146. Копылов, Василий Васильевич
147. Корендясев, Анатолий Александрович
148. Коржаков, Александр Васильевич
149. Корнилов, Валерий Александрович
150. Коробов, Максим Леонидович
151. Косачёв, Константин Иосифович
152. Кравченко, Валерий Николаевич
153. Крашенинников, Павел Владимирович
154. Кузнецов, Василий Федотович
155. Кузьмичёва, Екатерина Ивановна
156. Кулик, Геннадий Васильевич
157. Кульмухаметов, Энгельс Варисович
158. Кущёв, Вячеслав Митрофанович
159. Лазарев, Георгий Геннадьевич
160. Лахова, Екатерина Филипповна
161. Лебедев, Олег Владимирович (политик)
162. Леонтьев, Георгий Карпеевич
163. Липатов, Юрий Александрович
164. Лисицын, Анатолий Иванович
165. Лобанов, Иван Васильевич
166. Макаров, Андрей Михайлович
167. Максимова, Надежда Сергеевна
168. Малашенко, Виктор Александрович
169. Малеев, Валерий Геннадьевич
170. Мальчихин, Валерий Андреевич
171. Манаров, Муса Хираманович
172. Марков, Владимир Константинович
173. Марков, Сергей Александрович
174. Матханов, Владимир Эдуардович
175. Медведев, Евгений Николаевич
176. Медведев, Павел Алексеевич
177. Медведев, Юрий Германович
178. Мединский, Владимир Ростиславович
179. Мищенко, Максим Николаевич
180. Морозов, Андрей Андреевич
181. Морозов, Олег Викторович
182. Москалец, Александр Петрович
183. Мукабенова, Марина Алексеевна
184. Мурзабаева, Салия Шарифьяновна
185. Мусалимов, Николай Николаевич
186. Муслимов, Ильяз Булатович
187. Муцоев, Зелимхан Аликоевич
188. Назаров, Андрей Геннадьевич
189. Неверов, Сергей Иванович
190. Ненашев, Михаил Петрович
191. Нефёдов, Виктор Леонидович
192. Никонов, Борис Иванович
193. Новикова, Клавдия Николаевна
194. Носкова, Ольга Владимировна
195. Нюдюрбегов, Асанбуба Нюдюрбегович
196. Озеров, Сергей Павлович
197. Ольшанский, Николай Михайлович
198. Онищенко, Ольга Владимировна
199. Осадчий, Сергей Юрьевич
200. Осипов, Вячеслав Константинович
201. Острягин, Анатолий Иванович
202. Панина, Елена Владимировна
203. Панков, Николай Васильевич
204. Панов, Валерий Викторович
205. Пекарев, Владимир Янович
206. Пекпеев, Сергей Тимурович
207. Пепеляева, Лиана Витальевна
208. Песковская, Юлия Анатольевна
209. Петров, Сергей Валериевич
210. Пехтин, Владимир Алексеевич
211. Пивненко, Валентина Николаевна
212. Плахотников, Алексей Михайлович
213. Плескачевский, Виктор Семёнович
214. Плигин, Владимир Николаевич
215. Попов Александр Васильевич
216. Попов Сергей Александрович
217. Прозоровский, Валерий Владимирович
218. Пугачёва, Наталья Васильевна
219. Пузанов, Игорь Евгеньевич
220. Резник, Борис Львович
221. Резник, Владислав Матусович
222. Роднина, Ирина Константиновна
223. Розуван, Алексей Михайлович
224. Руденский, Игорь Николаевич
225. Рыжак, Николай Викторович
226. Рыков, Константин Игоревич
227. Рязанский, Валерий Владимирович
  1. Бобровская, Ольга Владимировна (получила мандат в июне 2011 года)
228. Сабадаш, Алексей Владиславович
229. Саблин, Дмитрий Вадимович
230. Саввиди, Иван Игнатьевич
231. Савельев, Дмитрий Владимирович
232. Савенко, Юрий Алексеевич
233. Савченко, Олег Владимирович
234. Сагитов, Ринат Шайхимансурович
235. Салихов, Хафиз Миргазямович
236. Самойлов, Евгений Александрович
237. Сарычев, Александр Викторович
238. Сафаралиев, Гаджимет Керимович
239. Свердлов, Юрий Владимирович
240. Семёнов, Виктор Александрович
241. Семёнов, Павел Владимирович
242. Семёнова, Екатерина Юрьевна
243. Сергеева, Гульнара Ильдусовна (в январе 2011 назначена начальником Управления Минюста России в Татарстане)
  1. Берхеев, Ильдар Мансурович (получил мандат в феврале 2011)
244. Серебров, Лев Борисович
245. Сибагатуллин, Фатих Саубанович
246. Симановский, Леонид Яковлевич
247. Сихарулидзе, Антон Тариэльевич
248. Скоробогатько, Александр Иванович
249. Скоч, Андрей Владимирович
250. Слиска, Любовь Константиновна
251. Сметанюк, Сергей Иванович
252. Соколова, Ирина Валерьевна
253. Соловьёв Александр Александрович
254. Стародубец, Анатолий Сергеевич
255. Степанова, Зоя Михайловна
256. Сутягинский, Михаил Александрович
257. Сысоев, Александр Митрофанович
258. Таранин, Виктор Иванович
259. Тарасенко, Михаил Васильевич
260. Терентьев, Михаил Борисович
261. Тимченко, Вячеслав Степанович
262. Ткачёв, Алексей Николаевич
263. Толстопятов, Василий Васильевич
264. Третьяк, Владислав Александрович
265. Туголуков, Евгений Александрович
266. Тягунов, Александр Александрович
267. Усачёв, Виктор Васильевич
268. Усольцев, Василий Иванович
269. Фадзаев, Арсен Сулейманович
270. Фахритдинов, Иршат Юнирович
271. Фёдоров, Евгений Алексеевич
272. Фокин, Александр Иванович
273. Фомин, Аркадий Васильевич
274. Фурман, Александр Борисович
275. Хаджебиеков, Руслан Гиссович
276. Хайруллин, Айрат Назипович
277. Хамчиев, Белан Багаудинович
278. Хинштейн, Александр Евсеевич
279. Хор, Глеб Яковлевич
280. Хоркина, Светлана Васильевна
281. Цветова, Любовь Михайловна
282. Чайка, Валентин Васильевич
283. Черкесова, Виктория Валерьевна
284. Чернышенко, Игорь Константинович
285. Чернявский, Валентин Семенович
286. Чижов, Сергей Викторович
287. Чилингаров, Артур Николаевич
288. Чиркин, Андрей Борисович
289. Чухраёв, Александр Михайлович
290. Шаккум, Мартин Люцианович
291. Швалев, Фёдор Михайлович
292. Шевцов, Георгий Егорович
293. Шиманов, Александр Алексеевич
294. Шипунов, Константин Борисович
295. Шихсаидов, Хизри Исаевич
296. Шишкарёв, Сергей Николаевич
297. Шишкин Александр Геннадьевич
298. Шлегель, Роберт Александрович
299. Шойгу, Лариса Кужугетовна
300. Шоршоров, Степан Мкртычевич
301. Шуба, Виталий Борисович
302. Шубина, Любовь Фёдоровна
303. Шхагошев, Адальби Люлевич
304. Эверстов, Михаил Ильич
305. Эркенов, Ахмат Чокаевич
306. Южилин, Виталий Александрович
307. Юсупов, Марсель Харисович
308. Язев, Валерий Афонасьевич
309. Якимов, Виктор Васильевич
310. Яковлева, Лариса Николаевна
311. Яковлева, Татьяна Владимировна
312. Янаков, Эдуард Якимович
313. Яровая, Ирина Анатольевна
314. Яхихажиев, Саид Кожалович

## Выбывшие депутаты
- Овсянников, Сергей Александрович — выбыл в 2008 г. в связи с назначением на должность начальника Саратовской таможни
- Соловьев, Александр Александрович — выбыл в 2011 г.
- Зеленский, Юрий Борисович — выбыл в 2010 г.
- Володин, Вячеслав Викторович — выбыл в 2010 г.